# Önnereds HK
Önnereds HK (Handbollklubben) ist ein schwedischer Handballverein aus Göteborg. Im Verein sind ca. 60 Mannschaften organisiert.
Seit 1965 wurde im Göteborger Stadtteil Önnered Handball gespielt. 1985 wurde der Verein in eine Fußball- und eine Handballabteilung aufgespalten. Der Handballverein zog in den Stadtteil Älvsborg um. 1992 wurde die ÖHK-hallen errichtet, die seitdem Heimspielstätte des Vereins ist und heute bis zu 1000 Zuschauer fasst. Der Verein besitzt neben der großen Halle noch zwei kleinere.
Die erste Damen-Mannschaft spielte in der Spielzeit 2009/10 in der höchsten schwedischen Spielklasse, der Elitserien. Nach dem Abstieg im Sommer 2010 treten sie in der Allsvenskan an. Von 2013 bis 2016 trat die Mannschaft erneut in der in die Elitserien an. Nach einer Saison in der Allsvenskan gelang der Damenmannschaft der sofortige Wiederaufstieg. Die Männermannschaft stieg ebenfalls 2013 in die Elitserien auf, in der die Mannschaft bis 2015 antrat. Im Jahre 2018 kehrten die Männer in die höchste schwedische Spielklasse zurück.